# White Wings Hanau
El White Wings Hanau, cono cido por motivos de patrocinio como Ebbecke White Wings Hanau, es un equipo de baloncesto alemán con sede en la ciudad de Hanau, que compite en la ProB, la tercera división de su país. Disputa sus partidos en el Main-Kinzig-Halle, con capacidad para 1564 espectadores.

## Nombres
- TG 1837 White Wings Hanau (2013-2014)
- Hebeisen White Wings Hanau (2014-actualidad)

## Posiciones en Liga
| Temporada | Nivel | Liga | Pos. | Resultado        |
| --------- | ----- | ---- | ---- | ---------------- |
| 2013-14   | 3     | ProB | 1    | Octavos de final |
| 2014–15   | 3     | ProB | 4    | Cuartos de final |
| 2015–16   | 2     | ProA | 11   |                  |
| 2016–17   | 2     | ProA | 11   |                  |
| 2017-18   | 2     | ProA | 7    |                  |
| 2018-19   | 2     | ProA |      |                  |

## Palmarés
- Co-Campeón de la liga regular de la ProB (Grupo Sur)

2014

## Jugadores destacados
| - Paul Albrecht - Julian Albus - Robin Christen - Aaron Donkor - Josef Eichler - Christian von Fintel - Sebastian Heck - Tobias Jahn - Till-Joscha Jönke - Sebastian Koehnert | - Benedikt Nicolay - Leonard Sattler - Joleik Schaffrath - Marian Schick - Ruben Spoden - Marco Völler - Cory Abercrombie - Justin Baker - Sherwood Brown - Cory Cooperwood | - Eugene Harris - Reggie Hopkins - Miles Jackson-Cartwright - Luke Loucks - Jefferson Mason - Cardell McFarland - Kruize Pinkins - Brian Sullivan - Isaiah Sykes - Clayton Vette | - Caleb Walker - Jordan Wild - Nicolau Dilukila - Jonathan Mesghna - Anish Sharda - Dane Johnson |